# 陳衣凡
陳衣凡（1912年10月18日—2008年2月6日），又名家貴，中華民國空軍二級上將退役。

## 生平
1912年10月18日出生於奉天海城（今遼寧鞍山）。中學期間適值九一八事變而決定投身軍旅，1933年進入黃埔軍校10期工兵科。後受孫逸仙“無空防即無國防”之主張，於1934年以績優選送中央航空學校第五期甲班轟炸科。1936年以優異成績畢業，後成為空軍第13中隊飛行員。1938年任第八大隊第14中隊分隊長，5月19日23時半中國空軍遠征日本本土散發傳單，陳衣凡駕中國空軍僅剩最後一架He-111A轟炸機擔任後勤支援運輸。以後復入空軍參謀大學。
1945年赴美國恩尼德航校、柏格斯川航校、同盟國三軍聯合計畫作為學校、美國海軍高級軍官兩棲作戰班。1946年回國，入實踐研究院聯戰班及三軍大學戰爭學院將官班，鑽研中西軍事理論，遂任空軍第2大隊副大隊長。1948年4月16日任第1大隊副大隊長，接受加拿大喬治·司徒華（George E. Stewart）教官的帶飛訓練，成為第一位放單飛的蚊式機飛行員。以後任大隊長。到臺灣後，任台中基地指揮官。1952年任空軍總部第2處處長。
1953年派任駐菲律賓空軍武官。1957年任空軍訓練司令部參謀長。1959年任空軍作戰署署長。1964年任空軍總部人事署長暨國防部人力司司長、空軍作戰司令部司令。1968年3月任空軍總部參謀長、1969年7月任空軍副總司令。1970年6月29日為中將空軍第六任總司令，7月3日晉升空軍二級上將。
1975年6月任總統府戰略顧問，越南撤僑華航事件近代史中無陳衣凡將軍派駐約旦，斷交離任也無記載資料駐約旦大使(1975年5月-1977年5月)。
2008年2月6日3時20分因肺積水、發炎與器官衰竭病逝於臺北市內湖三軍總醫院，享壽96歲。3月9日10時在三軍總醫院萬安懷德生命紀念館隆重舉行公祭，由空軍司令彭勝竹上將代表國防部長蔡明憲前往致哀，由總統府戰略顧問陳燊齡一級上將擔任主祭官，前空軍總司令烏鉞上將率治喪委員會，前行政院長郝柏村、前退輔會主委許歷農、前國防部長李天羽以及立法委員蔣孝嚴等黨政軍要員，前往現場弔唁。由趙知遠、林文禮、黃顯榮、夏瀛洲等四位退役上將為靈柩覆蓋黨旗，由總統府戰略顧問沈國禎上將、空軍司令彭勝竹上將、聯勤司令金乃傑上將、副參謀總長彭進明上將擔任國旗覆旗官，以表彰其一生為空軍軍事訓練及中華民國軍事外交的卓越貢獻。告別式後發引安厝於臺北碧潭空軍烈士公墓。

## 家族
夫人朱以苹，朱佛定長女。
子孫 陳正浩 為twitch實況主西南69 （页面存档备份，存于）